# عین جرفا
عین جرفا (انگلیسی: Ain Jarfa) یک شهرک در استان نبطیه کشور لبنان است.